# اللحام الآلي

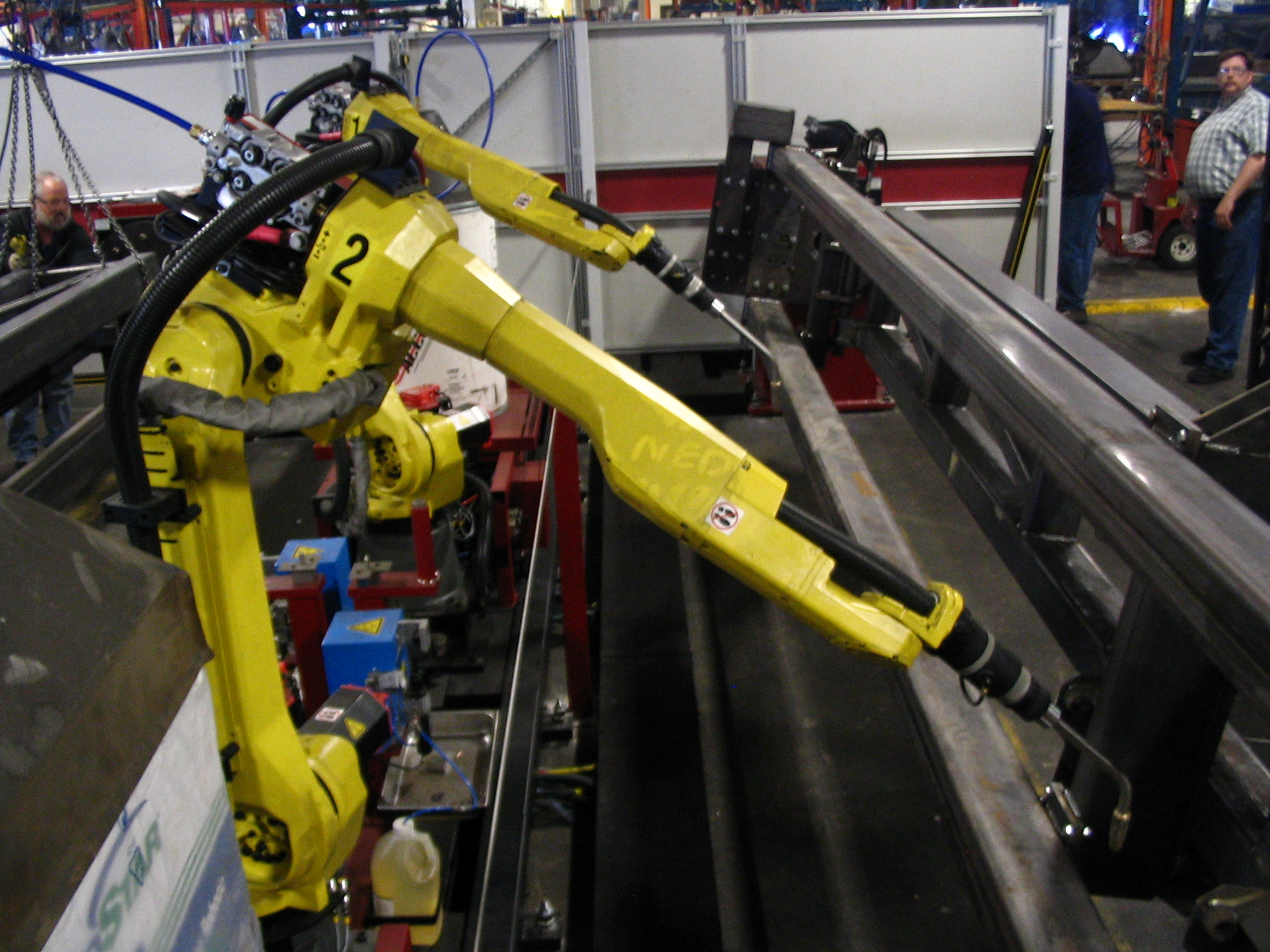
مجموعة من روبوتات FANUC سداسية المحاور تستخدم في اللحام باستخدام إعداد شعلة من خلال الذراع مع مشاعل ABICOR BINZEL.

اللحام الآلي هو استخدام أدوات ميكانيكية قابلة للبرمجة (روبوتات)، والتي تعمل بشكل كاملا على تشغيل الاتوماتيكي لعملية اللحام من خلال طريقتين إجراء اللحام والتعامل مع الجزء. العمليات مثل اللحام بالقوس المعدني بالغاز، رغم أنها غالبًا ما تكون مشغلة اتوماتيكيا، لا تكافئ بالضرورة اللحام الآلي، لأن المشغل البشري يقوم أحيانًا بإعداد المواد ليتم لحامها.يتم استخدام اللحام الآلي بشكل شائع في لحام البقعة المقاومة ولحام القوس في تطبيقات الإنتاج العالية، مثل صناعة السيارات.
يعتبر اللحام الآلي تطبيقًا حديث إلى حد ما روبوتات، على الرغم من إدخال الروبوتات للمرة الأولى في الصناعة الأمريكية خلال فترة الستينيات. لم يتم استخدام الروبوتات في اللحام حتى فترة الثمانينيات، عندما بدأت صناعة السيارات من خلال استخدام الروبوتات على نطاق واسع في لحام البقعة. منذ ذلك الحين، زاد عدد الروبوتات المستخدمة في الصناعة وزاد عدد تطبيقاتها بشكل كبير. في عام 2005، تم استخدام أكثر من 120 ألف روبوت في الصناعة في أمريكا الشمالية، نصفهم تقريبًا في اللحام. كان التطور محدود في الاصل بسبب ارتفاع تكاليف المعدات، والقيود الناتجة عن التطبيقات عالية الإنتاج.
بدأ اللحام بالقوس الآلي مؤخرًا يزيد بسرعة، وهو يسيطربالفعل على حوالي 20 ٪ من تطبيقات الروبوت الصناعية. المكونات الرئيسية لروبوتات اللحام بالقوس الكهربائي هي المناور أو الوحدة الميكانيكية ووحدة التحكم، والتي تعمل بمثابة «دماغ» الروبوت. المناور هو الذي يجعل الروبوت يتحرك، ويمكن تصميم هذه الأنظمة وتصنيفها إلى أنواع شائعة عديدة، مثل سكارا وروبوت الحركة الخطية، والتي تستخدم أنظمة لتنسيق إحداثيات مختلفة لتوجيه أذرع الآلة.
ربما قد يلحم الروبوت موضعًا مبرمجًا مسبقًا، أو الاسترشاد برؤية الآلة، أو باستخدام مزيجًا من الطريقتين السابقتين. ومع ذلك، فقد أثبتت الفوائد العديدة للحام الآلي أنها تجعلها تقنية تساعد الكثير من الشركات المصنعة للمعدات الأصلية على زيادة الدقة والتكرار والإنتاجية 
تم تطوير تكنولوجيا معالجة صور التوقيع منذ أواخر التسعينيات المستخدمة لتحليل البيانات الكهربائية في الوقت الواقعي التي جمعت من اللحام الآلي الاتوماتيكي الذي يتيح تحسين اللحامات.

## روابط خارجية
- المعدات الروبوتية
- فيديو اللحام الآلي
- ABB Robotics
- معدات لحام القوس ABB
- معدات لحام البقعة ABB
- روبوتات اللحام FANUC
- روبوتات اللحام بالقوس الكهربائي FANUC
- روبوتات اللحام النقطي FANUC
- ABICOR BINZEL مشاعل لحام روبوت عبر الذراع
- فيديو لحام الاحتكاك التحريك الآلي
- Novarc Technologies Spool Welding Robot قيد التشغيل